# Antonio Ignacio de la Pedrosa y Guerrero
Antonio de la Pedrosa y Guerrero (1660 circa) è stato un avvocato spagnolo che esercitò in Spagna ed a Santa Fe de Bogotà (nell'attuale Colombia), un membro del Consiglio delle Indie, ed il primo viceré (provvisorio) della Nuova Granada, dal 13 giugno 1718 al 25 novembre 1719.

## Biografia
Pedrosa y Guerrero ricoprì importanti incarichi in Spagna. Nel 1684 divenne avvocato e protettore degli indiani presso l'Audiencia di Bogotá. In seguito fu nominato membro del Consiglio delle Indie in Spagna. Mentre ricopriva questo incarico, re Filippo V lo incaricò di reggere il neonato Vicereame della Nuova Granada, nel 1717. Prima di quell'anno la Nuova Granada era governata da Lima, e rappresentava una parte del Vicereame del Perù. La nuova colonia comprendeva le province di Santafé, Cartagena, Santa Marta, Maracaibo, Caracas, Antioquia, Guayana e Popayán, oltre alle audiencia di Quito e Panamá. Corrispondeva approssimativamente agli odierni stati di Venezuela, Colombia, Panama ed Ecuador.
Pedrosa arrivò a Bogotá il 7 giugno 1717. Ricevette il comando dalle mani dell'arcivescovo Rincón, che in quel momento era viceré ad interim. Fu incaricato della fondazione delle istituzioni per la nuova colonia. Avrebbe anche dovuto far partire delle riforme, ed aumentare la potenza del comando spagnolo. In particolare avrebbe dovuto contrastare l'elevata corruzione politica ed il contrabbando. Per raggiungere questi obbiettivi gli furono concessi i poteri di un viceré, nonostante tecnicamente non potesse vantarne il titolo. I titoli ufficiali furono quelli di governatore e capitano generale della colonia, e di presidente dell'Audiencia di Bogotá.
Pedrosa smascherò una cospirazione che coinvolgeva il governatore Gerónimo de Badillo ed altri alti ufficiali, che tentavano di far risultare minori i valori dei carichi delle navi in arrivo, facendo quindi pagare meno tasse ed intascandosi le mazzette pagate dai mercanti. Facevano anche passare sotto banco i beni di contrabbando sequestrati. La reazione di Pedrosa fu rapida; licenziò alcuni ufficiali tesorieri multando gli altri coinvolti nella faccenda. La corruzione era tanto radicata che questa operazione ebbe pochi effetti concreti. Inoltre Pedrosa ricevette ben poco aiuto dalla Spagna. Molte delle condanne che aveva inflitto furono annullate in appello, e molti degli ufficiali che aveva colpito furono reintegrati, o addirittura promossi.
Oltre a combattere le frodi, Pedrosa aumentò gli incassi della colonia, nominò sovrintendenti nelle province, ordinò l'eliminazione delle encomienda e lavoro per la fortificazione di Cartagena.
Pedrosa restò in carica fino al 1719, quando il primo viceré ufficiale, Jorge de Villalonga, si insediò. Pedrosa tornò in Spagna nel 1720. Villalonga, a differenza di Pedrosa, non fece nessuno sforzo per combattere contrabbando e corruzione; al contrario si unì agli ufficiali corrotti, per poterne approfittare.
Il vicereame della Nuova Granada restò attivo fino al 1723, quando il territorio tornò sotto alla giurisdizione di Lima. Riconquistò una propria indipendenza nel 1740, e questa volta in via definitiva.